# Wright Flyer III
El Wright Flyer III fue el tercer avión con motor de los hermanos Wright. Orville Wright realizó el primer vuelo con él el 23 de junio de 1905. El Flyer III tenía la estructura construida de abeto con alas con un espesor de 20 a 1, como la usada en 1903, en lugar de la de 25 a 1, menos efectiva, usada en 1904. El nuevo avión fue equipado con el mismo motor y otros elementos del Flyer II y tenía esencialmente el mismo diseño y las mismas prestaciones que los Flyers I y II.

## Modificación
Orville sufrió un serio accidente con el Flyer el 14 de julio de 1905, cuando el avión picó inesperadamente. Cuando reconstruyeron el aeroplano, los Wright hicieron importantes cambios en el diseño. Aumentaron el tamaño del timón y del elevador, llevándolos a casi el doble, y lo alejaron de las alas al doble de distancia. Se añadieron dos veletas verticales fijas (llamadas "anteojeras") entre los elevadores (pero luego se quitaron) y se amplió el patín-tren de aterrizaje, lo que contribuyó a dar las alas de un diedro muy leve. También desconectaron el timón del control de deformación del ala, y le colocaron un control separado, como se hizo en la mayoría de los aviones futuros. Cuando las pruebas del Flyer III se reiniciarion en septiembre, las mejoras fueron inmediatas. La inestabilidad del cabeceo que había afectado a los Flyer I y II, fue solucionada. Los accidentes, algunos severos, dejaron de ocurrir. Los vuelos con la aeronave rediseñada duraron más de 20 minutos. El Flyer III se convirtió en un avión práctico y confiable, que volaba de forma fiable durante periodos significativos y podía llevar al piloto de nuevo al punto de partida y aterrizar en forma segura sin sufrir daños.
El 5 de octubre de 1905, Wilbur voló 39 km en 39 minutos y 23 segundos, más que la duración total de los vuelos de 1903 y 1904. Cuatro días más tarde, los hermanos le escribieron al Secretario de Guerra de Estados Unidos William Howard Taft, ofreciéndole vender el primer avión práctico de alas fijas.

## Volando en Kill Devil Hills
Para evitar que sus conocimientos cayeran en manos de sus competidores, los Wright dejaron de volar y desarmaron el avión el 7 de noviembre de 1905. Dos años y medio después, habiendo ganado los contratos francés y estadounidense para vender sus aviones, renovaron el Flyer equipándolo con asientos para el piloto y un pasajero, y lo equiparon con palancas de mando en posición vertical. Lo enviaron a Carolina del Norte e hicieron vuelos de práctica cerca de Kill Devil Hills desde el 6 al 14 de mayo de 1908 para probar los nuevos controles y la capacidad del Flyer para llevar pasajeros. El 14 de mayo de 1908 Wilbur llevó al mecánico Charles Furnas, haciendo que Furnas fuera el primer pasajero que llevaron los hermanos. Orville también voló con Furnas por cuatro minutos. El vuelo de Orville con Furnas fue visto por reporteros de la prensa que se escondían en las dunas de arena, pensando equivocadamente que Wilbur y Orville volaban juntos. Más tarde ese mismo día, Wilbur volaba solo, cuando movió una las palancas de control en forma equivocada y se estrelló contra una duna de arena, sufriendo contusiones. El elevador frontal del Flyer se rompió y los vuelos de práctica finalizaron.

## Preservación

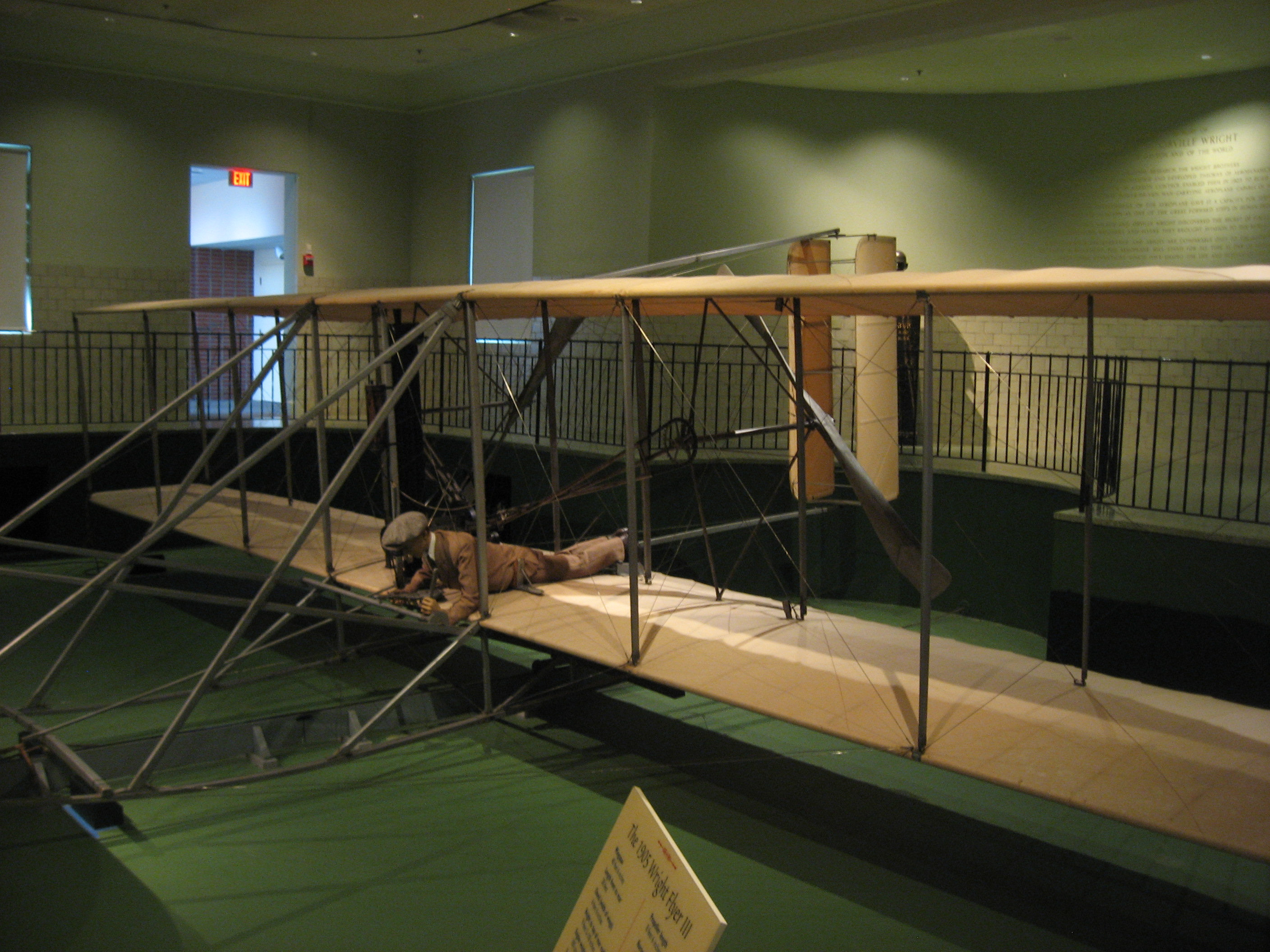
El Flyer en 2012

El Flyer III fue dejado en el hangar de Carolina del Norte sin reparar. En 1911 el Berkshire Museum de Pittsfield, Massachusetts, obtuvo virtualmente todos los componentes del Flyer abandonado y del planeador Wright 1911, pero nunca lo ensamblaron o exhibieron. Las partes del avión de 1905 permanecieron en Massachusetts por casi cuarenta años, hasta que Orville los pidió en 1946 para la restauración del Flyer como exhibición central en el Carillon Park de Edward A. Deeds en Dayton, Ohio. Algunos residentes de Kitty Hawk también poseen piezas del avión de 1905; Deeds y Orville obtuvieron muchas de estas piezas para la restauración. Al final de proceso de restauración de 1947-1950, los artesanos estimaron que el avión de 1905 tenía entre el 60 y el 80% de sus partes originales. El avión de 1905 está ahora en exhibición en el Wright Brothers Aviation Center en el Carillon Historical Park y es parte del Dayton Aviation Heritage National Historical Park. El Wright Flyer III de 1905 restaurado es el único avión de alas fijas en ser designado como National Historic Landmark por acta del Congreso.

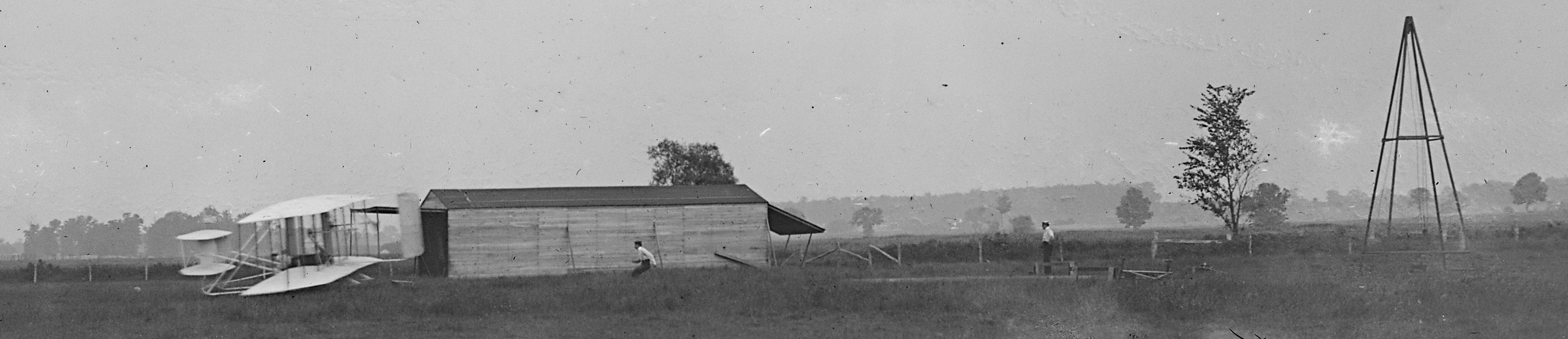
Comienzo del primer vuelo del Flyer III, el 23 de junio de 1905, Orville en los comandos. La torre de la catapulta, la cual se empezó a usar en septiembre de 1904, está a la derecha. La torre ayudaba al avión a alcanzar la velocidad de despegue. El Flyer tiene un aspecto virtualmente diéntico a los dos aviones con motor anteriores, pero notablemente diferente de su apariencia posterior, luego de que los Wright extendieran y agrandaran el timón y los elevadores. Los dos hombres son probablemente Wilbur (corriendo detrás de avión) y Charles Taylor (a la derecha), el empleado del negocio de bicicletas, quien construyó el primer motor del avión.

## Especificaciones (Flyer III)
Fuente: Sharpe, 2000. p 311.
- Tripulación: un piloto
- Largo: 8,54 m
- Envergadura: 12,29 m
- Alto: 2,44 m
- Superficie alar: 46,8 m²
- Peso cargado: 323 kg
- Motor: cuatro cilindros en línea, refrigerado por agua, de 14,9 kW (20 hp)
- Hélice: dos hélices elípticas Wright, luego cambiadas por hélices Wright de "borde inclinado"
- Velocidad máxima: 56 km/h
- Alcance: 40 km (en octubre de 1905)
- Techo máximo: 15 a 30 m (en octubre de 1905)
- Carga alar: 7 kg/m²
- Peso/potencia: 0,05 kW/kg (0,06 hp/kg)